# ナガボソウ属
ナガボソウ属（ナガボソウぞく、Stachytarpheta）はクマツヅラ科の多年生草本〜半低木。

## 特徴
枝は通常2叉分枝し、有毛。葉は単葉で対生し有柄。葉身はしわが寄ることが多く、鋸歯縁または円鋸歯縁。穂状花序が頂生し長く伸び、まばらに花をつける。花序軸に稜と溝がある。花は若い時に花序軸の溝の中へやや入り込むことがある。花冠は細長い円筒状。花筒は曲がり、筒部はやや有毛。花冠裂片は5枚で平らに開く。雄蕊は2個。子房は2室で1室に胚珠が2個。柱頭は頭状。蒴果は1種子をもつ2個の小乾果に分かれる。
同じ科のクマツヅラ属 Verbenaは雄蕊4本、花序軸に溝は無く、果実は4個の小乾果に分かれる点でナガボソウ属と異なる。

## 分布、生育環境、分類
熱帯アメリカ、アフリカ原産。2025年6月現在で126種が記載され、このうち数種が旧世界に帰化している。
ナガボソウ属Stachytarpheta spp.は、環境省と農林水産省が作成した「我が国の生態系に及ぼすおそれのある外来種リスト」において、小笠原諸島および南西諸島に定着し、生態系被害のうち競合または改変の影響が大きく、かつ分布拡大・拡散の可能性も高いことを選定理由として「総合対策外来種」のうち「その他の総合対策外来種」へ掲載されている。
畑地や林縁、道端、撹乱地帯に生育し、乾いた所からやや湿った所まで土壌適応性が大きい。容易に種子繁殖し、生育も早く群生し、放置すると害が大きい。生物多様性保全上重要な小笠原諸島や南西諸島で問題化しつつある。
日本国内では、いずれも熱帯アメリカ原産の下記の複数種が知られる。
【平滑な葉面をもつ種類】
- フトボナガボソウ S. jamaicensis (L.) Vahl　葉身は鈍鋸歯縁、体は伏すか直立[1]。葉脈の皺は目立たず[4]、葉面は平滑[5]。花は濃紫色[6]または淡紫色[7][8]とされ、径7 mmほど。第二次世界大戦後に沖縄県へ帰化[6]。

【葉面に皺がある種類】
- チリメンナガボソウ S. dichotoma (Ruiz & Pav.) Vahl（ ※ POWO[9]ではS. cayennensis (Rich.) Vahlのシノニムとされる）　 　YListには「沖縄のものはナガボソウと同一と思われる」とも記述がある[10]。葉脈の凹みが目立ち[4]、葉面は縮緬状に著しく皺になる[6][5]。花は濃紫色[7][5]で径7 mmほど。沖縄県に帰化[6]。フトボナガボソウに比べ花穂は長く先は細長い。挿木で容易に繁殖可能[7]。

- ナガボソウ（ホナガソウとも） S. urticifolia Sims　葉脈の凹みが目立ち[4]、葉身は鋭凸鋸歯縁、体は直立[1]。

## ギャラリー
フトボナガボソウ（2024年11月 名古屋市 東山動植物園）
- 花
- 植栽

ナガボソウ（2024年11月 東京都 夢の島熱帯植物館）
- 花
- 植栽

ナガボソウまたはチリメンナガボソウとみられる個体（2025年6月 沖縄県石垣市）
- 花
- 対生する葉